# Stenocara
Stenocara — род жесткокрылых из семейства Чернотелки, обитающий в африканских пустынях, в том числе в пустыне Намиб.

## Особенности поведения
Для выживания в безводной среде обитания жуки рода Stenocara используют уникальный способ добывания воды. Для этого они подставляют надкрылья к ветру в период, когда влажный воздух с Атлантического океана достигает пустыни. Выпуклости на надкрыльях жука гидрофильны, сами надкрылья — гидрофобны. Вода собирается в капли и стекает по канавкам к ротовому аппарату жука.

## Систематика
В составе рода:

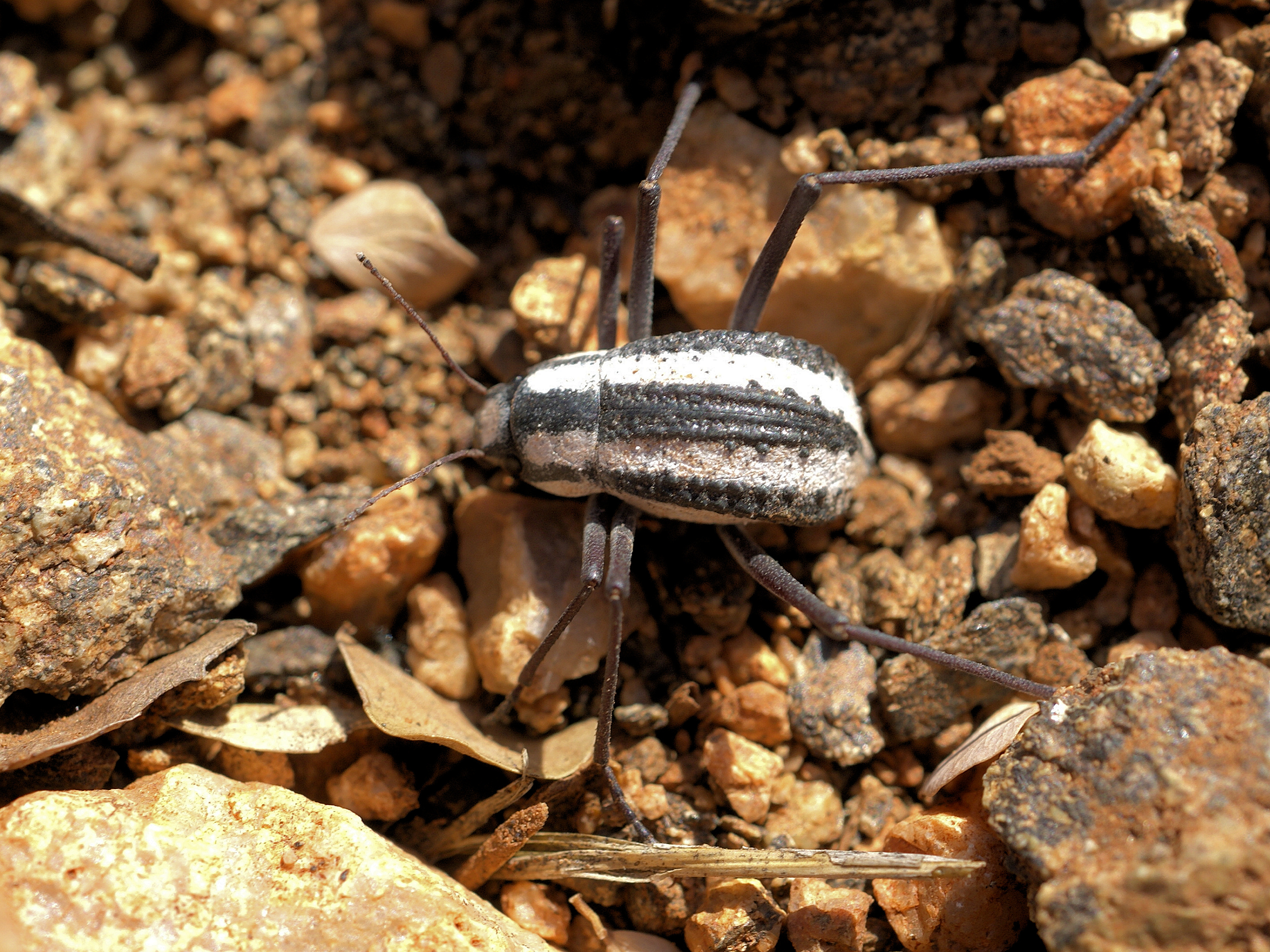
Stenocara dentata
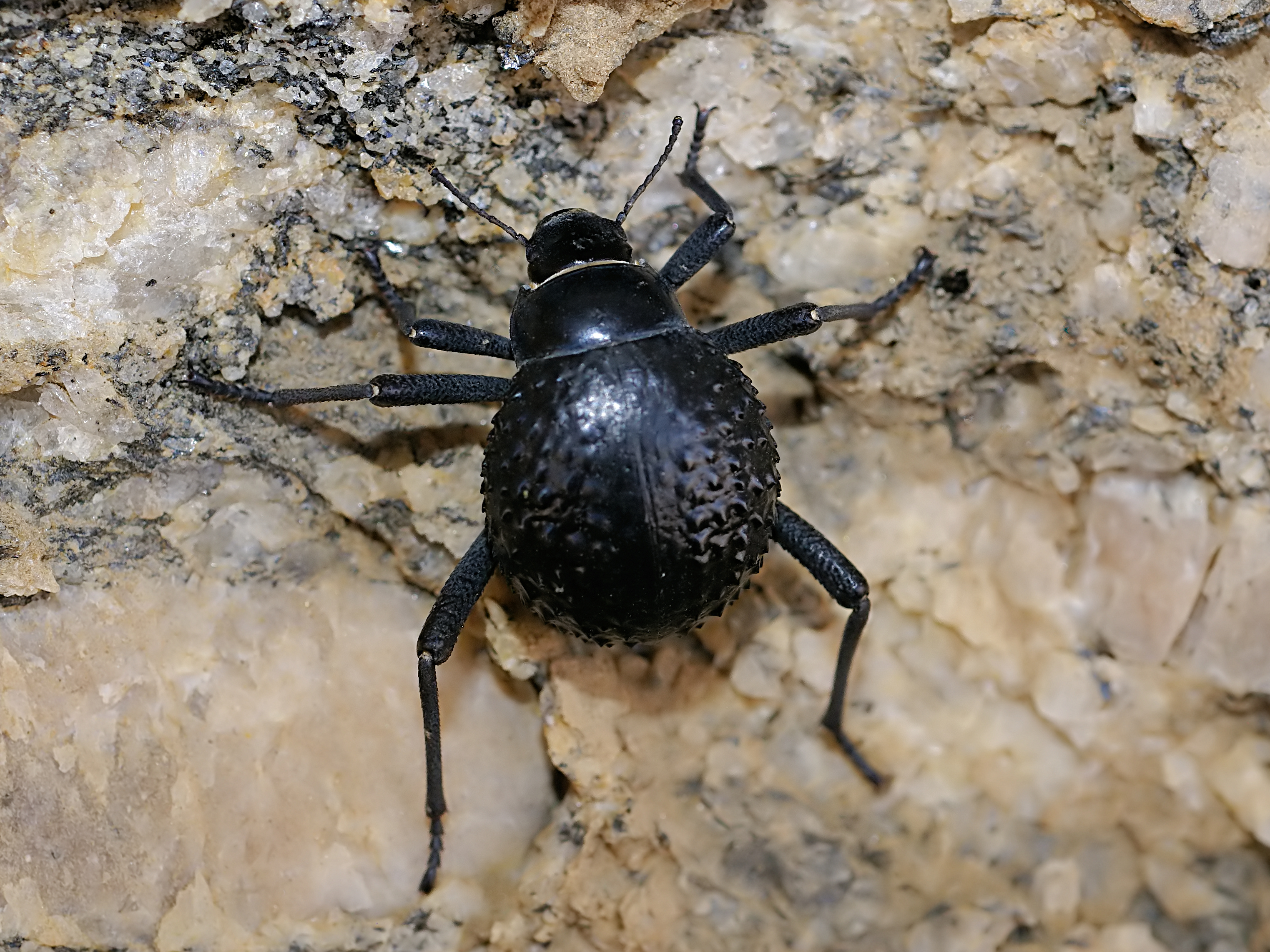
Stenocara eburnea
- Stenocara gibbipennis
- Stenocara globulum
- Stenocara gracilipes

- Stenocara gracilipes
- Stenocara dentata